# Малая Рассия
Малая Рассия — деревня в Котельском сельском поселении Кингисеппского района Ленинградской области.

## История
Впервые упоминается в Писцовой книге Водской пятины 1500 года как деревня Расья в Никольском Толдожском погосте в Чюди Ямского уезда.
Затем как деревня Rasia Mensaia в Толдожском погосте в шведских «Писцовых книгах Ижорской земли» 1618—1623 годов.
На карте Ингерманландии А. И. Бергенгейма, составленной по шведским материалам 1676 года, она обозначена как деревня Raskamensoi.
На шведской «Генеральной карте провинции Ингерманландии» 1704 года — как Rasskamensoi.
Как деревня Расеа Менш она обозначена на «Географическом чертеже Ижорской земли» Адриана Шонбека 1705 года.
Как деревня Рускарасия она упомянута на карте Ингерманландии А. Ростовцева 1727 года.
На карте Санкт-Петербургской губернии Ф. Ф. Шуберта 1834 года обозначена деревня Руская Малая Рассия.

МАЛАЯ РАССИЯ — деревня принадлежит генерал-майору Альбрехту, число жителей по ревизии: 39 м. п., 44 ж. п. (1838 год)

Согласно карте профессора С. С. Куторги 1852 года деревня назвалась Русска (Малая Россия).

РУССКАЯ РАССИЯ — деревня генерал-майора Албрехта, 10 вёрст по почтовой, а остальное по просёлочной дороге, число дворов — 17, число душ — 40 м. п. (1856 год)

РУССКАЯ РАССИЯ — деревня, число жителей по X-ой ревизии 1857 года: 36 м. п., 36 ж. п., всего 72 чел.

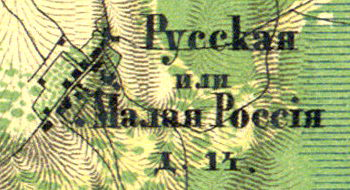
Деревня Малая Рассия на карте 1860 года

Согласно «Топографической карте частей Санкт-Петербургской и Выборгской губерний» в 1860 году деревня называлась Русская или Малая Россия и насчитывала 14 крестьянских дворов.

РУССКАЯ (МАЛАЯ) РАССИЯ — деревня владельческая при колодцах, число дворов — 12, число жителей: 38 м. п., 33 ж. п. (1862 год)

РУССКАЯ РАССИЯ — деревня, по земской переписи 1882 года: семей — 17, в них 35 м. п., 40 ж. п., всего 75 чел.

РУССКАЯ РАССИЯ — деревня, число хозяйств по земской переписи 1899 года — 15, число жителей: 29 м. п., 40 ж. п., всего 69 чел.;
 разряд крестьян: бывшие владельческие; народность: русская — 63 чел., смешанная — 6 чел.

В конце XIX — начале XX века деревня административно относилась к Котельской волости 2-го стана Ямбургского уезда Санкт-Петербургской губернии.
С 1917 по 1924 год деревня Русская Рассия входила в состав Рассиевского сельсовета Котельской волости Кингисеппского уезда.
С 1925 года в составе Ундовского сельсовета.
Согласно данным переписи населения СССР 1926 года в деревне Рассия Русская проживали 87 человек, все русские.
С 1927 года в составе Котельского района.
С 1931 года в составе Кингисеппского района.
По данным 1933 года деревня называлась Русская Рассия и входила в состав Котельского сельсовета Кингисеппского района.

План деревни Малая Рассия. 1938 год

Согласно топографической карте 1938 года деревня называлась Малая Рассия (Русское) и насчитывала 20 дворов.
В 1939 году население деревни Русская Рассия составляло 280 человек.
Деревня была освобождена от немецко-фашистских оккупантов 31 января 1944 года.
В 1958 году население деревни Русская Рассия составляло 97 человек.
По данным 1966, 1973 и 1990 годов деревня Малая Рассия также входила в состав Котельского сельсовета Кингисеппского района.
В 1997 году в деревне Малая Рассия проживали 10 человек, в 2002 году — 13 человек (все русские), в 2007 году — 2.

## География
Деревня расположена в северо-восточной части на автодороге 41К-578 (подъезд к дер. Малая Рассия).
Расстояние до административного центра поселения — 10 км.
Расстояние до ближайшей железнодорожной станции Котлы — 5,5 км.

## Демография
| 1862 | 2007 | 2010 | 2017 |
| ---- | ---- | ---- | ---- |
| 71   | ↘2   | ↗11  | ↘4   |

### Национальный состав
Согласно данным Всероссийской переписи населения 2021 года в деревне проживали 6 человек, все русские.